# Lowlands 2006
Lowlands 2006 (voluit: A Campingflight to Lowlands Paradise) werd van 18 tot 20 augustus 2006 gehouden in Biddinghuizen. Het was de 14e editie van het Lowlandsfestival. Met 55.000 verkochte kaarten was het festival voor het eerst sinds Lowlands 2002 weer uitverkocht.

## Artiesten
| - 433fm Silent Disco - a balladeer - Alexander Kowalski - Anouk - Arctic Monkeys - Belle and Sebastian - Black Sun Empire - Bloc Party - Blue Grass Boogiemen - Boom Chicago - Broken Social Scene - Charlie Dée - Chico Mann - Chris Lynam - CKY - Corvus Corax - Culcha Candela - Danko Jones - the Dead 60s - Dirty Pretty Things - DJ Marky - DJ Shadow - DJ St. Paul - Dolf Jansen - Epica - Eugene Hutz - Fink - the Frames - Frans Custers - Fun Lovin' Criminals - Georg Traber - Gogol Bordello - Gorefest - Guillemots - Hard-Fi - Harry Glotzbach - Hawthorne Heights | - HIM - Hot Chip - Iggy & The Stooges - Infadels - Jawat - Joan as Policewoman - Johan - Joris Voorn - José González - Karin Giphart - Kelley Polar - the Kooks - Kraak & Smaak - Lady Aïda - Lefties Soul Connection - Less Than Jake - Loco Loco Disco Show - lostprophets - Luie Hond - Macaco - The Magic Numbers - Marky - Massive Attack - Mastodon - Matisyahu - Mew - Michael Franti & Spearhead - Ministry - Miss Djax - Muse - My Chemical Romance - Mystery Jets - Nizlopi - Op sterk water - Opeth | - Orson - Panic! at the Disco - Pendulum - Pennywise - Pete Philly & Perquisite - the Phantom Four - Placebo - Postman - Psapp - Puppets Etc. - the Raconteurs - Razorlight - the Revs - Scissor Sisters - Seven - Sia - the Slampampers - Snow Patrol - Spinvis - the Streets - Therapeuterette - Tiefschwarz - Tiga - the Twilight Singers - Urban Dance Squad - the Veils - Wir Sind Helden - Wolfmother - Wudstik - Xavier Rudd - Yeah Yeah Yeahs - Zero 7 - Ziggi |

1967 · 1968 · 1993 · 1994 · 1995 · 1996 · 1997 · 1998 · 1999 · 2000 · 2001 · 2002 · 2003 · 2004 · 2005 · 2006 · 2007 · 2008 · 2009 · 2010 · 2011 · 2012 · 2013 · 2014 · 2015 · 2016 · 2017 · 2018 · 2019 · 2020 · 2021 · 2022 · 2023 · 2024